# Horn-Inseln
Die Horn-Inseln (auch Hoorn-Inseln oder Futuna-Inseln) sind eine kleine im Südpazifik westsüdwestlich von Samoa und nordöstlich der Fidschi-Inseln gelegene, politisch zum französischen Überseeterritorium Wallis und Futuna gehörende, Inselgruppe. Geographisch zählen die Inseln zu Polynesien.
Die Gruppe setzt sich aus den Inseln Futuna, mit 46 km² Fläche die Hauptinsel, und der südöstlich angrenzenden kleineren Insel Alofi (etwa 18 km²) sowie einigen vorgelagerten Riffen zusammen.
Die gesamte Landfläche der Horn-Inseln beträgt 64 km².

## Bevölkerung
Im Jahr 2013 lebten auf Futuna 3612 Menschen. Die Nachbarinsel Alofi wird von den Insulanern für den Anbau von Kokosnüssen, exotischen Früchten sowie Gemüse genutzt und ist weitestgehend nur saisonal bewohnt (ein ständiger Bewohner im Jahr 2013). Die Gesamtbevölkerung der Inselgruppe ist seitdem auf 3063 Bewohner (Stand 1. Januar 2023) gesunken.

## Geschichte
Im Mai 1616 wurden Futuna und Alofi von den holländischen Seefahrern Jacob Le Maire und Willem Cornelisz Schouten entdeckt, welche die Inseln zu Ehren des Heimathafens ihrer Expedition, Hoorn, als Horn- (niederländisch Hoorn)-Inseln bezeichneten.
1768 wurde die Inselgruppe vom französischen Seefahrer Louis Antoine de Bougainville „wiederentdeckt“; er bezeichnete sie als „Futuna – das verlorene Kind des Pazifik“. Im Jahr 1887 schlossen etliche polynesische Könige im Südseeraum, darunter auch der König von Sigave, mit Frankreich einen Protektoratsvertrag.
Nach einer Volksabstimmung im Jahr 1961 wurden die Horn-Inseln im Verbund mit den Wallis-Inseln ein (teil-)autonomes französisches Übersee-Territorium. Das Gebiet erhielt die bis heute gebräuchliche Bezeichnung „Wallis-et-Futuna“.